# 114740 Luigitatto
114740 Luigitatto este o planetă minoră (asteroid), cu un diametru de 6,623 km, din centura de asteroizi. A fost descoperită pe 25 aprilie 2003 la  de . 
Obiectul prezintă o orbită caracterizată de o semiaxă mare de 2,8962857578114 UAi, o excentricitate de 0,086265740187936, o înclinație de 13,113331196374 ° în raport cu ecliptica.